# Namps-au-Val British Cemetery
Namps-au-Val British Cemetery is een Britse militaire begraafplaats met gesneuvelden uit de Eerste en Tweede Wereldoorlog. Ze ligt in het Franse dorp Namps-au-Val, een deelgemeente van Namps-Maisnil (departement Somme) op ruim 400 m ten noorden van het dorpscentrum (Église Saint-Martin). De begraafplaats werd ontworpen door Reginald Blomfield en heeft een nagenoeg rechthoekig grondplan dat afgebakend is met een bakstenen muur. Aan de straatzijde staat het bakstenen toegangsgebouw met een rondboogvormige doorgang geflankeerd door een rustruimte en een technische ruimte. Een tweedelig metalen hek sluit de begraafplaats af. Op ongeveer driekwart van de lengte van de begraafplaats staat het Cross of Sacrifice. De begraafplaats wordt onderhouden door de Commonwealth War Graves Commission.
Er liggen 424 doden begraven.

## Geschiedenis
Eind maart 1918, toen het Duitse lenteoffensief in Picardië begon, kwamen de 41st, de 50th en de 55th Casualty Clearing Stations naar Namps-au-Val waar zij tot midden april bleven. Bijna alle slachtoffers op de begraafplaats werden door deze C.C.S.’s begraven. Negen doden werden na de wapenstilstand vanuit de Franse militaire begraafplaats in Conty naar hier overgebracht en liggen nu in Perk II, Rij D. 
Er liggen 325 Britten, 57 Australiërs, 24 Canadezen en 1 Zuid-Afrikaan uit de Eerste Wereldoorlog en 1 Brit uit de Tweede Wereldoorlog. Er liggen ook nog 16 Franse gesneuvelden uit de Eerste Wereldoorlog.

## Graven
- soldaat William Augustine Kennedy diende onder het alias W. Bateman bij het Australian Machine Gun Corps.

### Onderscheiden militairen
- Gordon Muriel Flowerdew, kapitein bij de Lord Strathcona's Horse (Royal Canadians) werd onderscheiden met het Victoria Cross (VC).
- David McFie McConaghy, luitenant-kolonel bij de Australian Infantry, A.I.F. werd onderscheiden met de Order of St Michael and St George en de Distinguished Service Order (CMG, DSO).
- Neville Cropley Swift, majoor bij het East Lancashire Regiment werd onderscheiden met de Distinguished Service Order en tweemaal met het Military Cross (DSO, MC and Bar).
- de majoors Robert Ellerington (Machine Gun Corps) en C.W.T. Lane (7th Dragoon Guards (Princess Royal's)) en de kapiteins Reginald Charlesworth (Middlesex Regiment) en Frederick Alexander Single (2nd Dragoon Guards (Queen's Bays)) werden onderscheiden met het Military Cross (MC).
- sergeant Herbert Whitely (Royal Field Artillery) werd onderscheiden met de Distinguished Conduct Medal en de Military Medal (DCM, MM).
- sergeant Thomas Fryer (West Yorkshire Regiment (Prince of Wales's Own) en schutter Alfred Kilborn (Rifle Brigade) werden onderscheiden met de Distinguished Conduct Medal (DCM).
- nog 16 militairen werden onderscheiden met de Military Medal (MM).